# 福井県道150号青郷停車場線

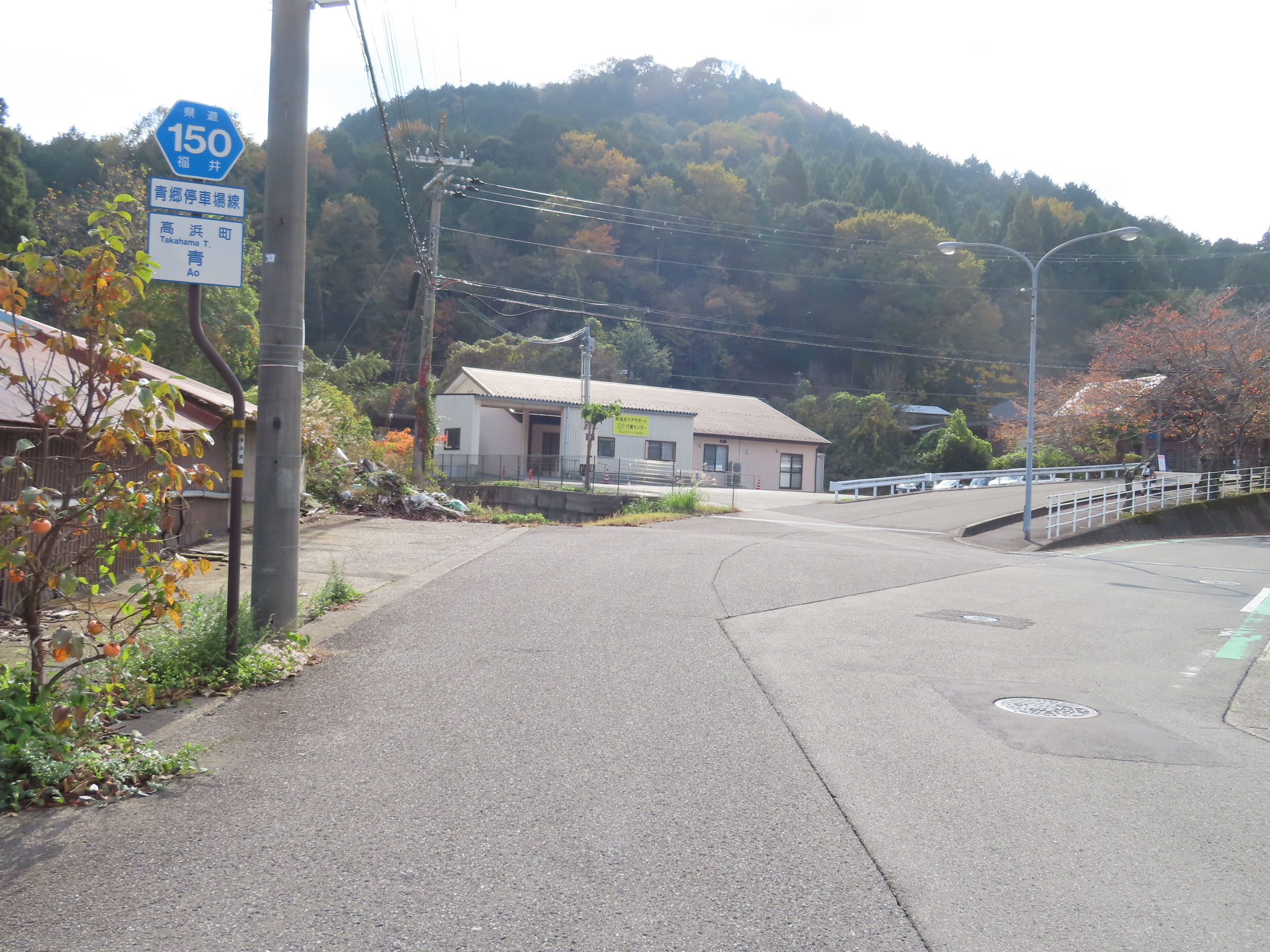
2022年11月撮影

福井県道150号青郷停車場線（ふくいけんどう150ごう あおのごうていしゃじょうせん）は福井県大飯郡高浜町青地内にある一般県道である。

## 概要
青郷駅と国道27号とを結ぶ路線である。福井県において最も西にある停車場線である。
他の国道や県道などと重複しておらず、総延長・実延長ともに100mである。起点付近のみ片側1車線が確保されており、他の区間はセンターラインのない2車線程度の道路が集落内を走っている。朝夕は通学、通勤の歩行者が道路中央にまではみ出して歩いていることが多く非常に混雑することが多い。車両の混雑以上に歩行者の混雑が目立つ道路である。

### 路線データ
- 起点：福井県大飯郡高浜町青（＝JR小浜線青郷駅前）
- 終点：福井県大飯郡高浜町青（＝国道27号交点）

## 接続路線
- 国道27号（大飯郡高浜町青・青郷駅口交差点：終点）

## 沿線
- JR小浜線 青郷駅